# 聖武 (安禄山)
聖武（せいぶ）は、燕の光烈帝安禄山の治世に使用された元号。
756年 - 757年。

## 西暦・干支との対照表
| 聖武 | 元年  | 2年   |
| 西暦 | 756年 | 757年 |
| 干支 | 丙申  | 丁酉  |